# This Time I Know It's for Real
This Time I Know It's for Real è un singolo della cantante statunitense Donna Summer, pubblicato il 13 febbraio 1989 come primo estratto dal quattordicesimo album Another Place and Time.
Il brano This Time I Know It's for Real è stato scritto dalla stessa Donna Summer e da Mike Stock, Matt Aitken e Pete Waterman, produttori anche del disco, uscito su etichetta Warner Bros. e Atlantic Records. Il brano è stato anche oggetto di alcune cover.

## Descrizione
This Time I Know It's for Real fu il primo brano composto per Donna Summer da Mike Stock, Matt Aitken e Pete Waterman. Il brano parla di una persona convinta di aver trovato l'amore della propria vita e lo grida così ai quattro venti con ogni mezzo.
Con This Time It's for Real, Donna Summer raggiunse il settimo posto nella Billboard Hot 100 negli Stati Uniti, tornando a piazzare un singolo nella Top 40 dopo cinque anni di assenza (l'ultimo singolo a piazzarsi nella Top 40 era stato infatti la cover di There Goes My Baby, che aveva raggiunto la ventunesima posizione).
Il disco raggiunse inoltre il secondo posto delle classifiche in Belgio e in Lussemburgo, il terzo in Finlandia, Norvegia, nel Regno Unito, e in Svezia, il quarto in Irlanda e il sesto in Danimarca e in Francia e nei Paesi Bassi. Nel Regno Unito, il 45 giri entrò in classifica il 25 febbraio 1989, rimanendo per sei settimane nella Top 10 e otto nella Top 20 e raggiungendo la posizione massima (la terza) nella settimana tra il 19 e il 25 marzo 1989, posizione che mantenne per due settimane.

## Tracce
7" (Europa)
1. This Time I Know It's for Real – 3:34
2. Whatever Your Heart Desires – 3:50

12" (versione 1)
1. This Time I Know It's for Real (Extended Version) – 7:20
2. Whatever Your Heart Desires – 3:50
3. This Time I Know It's for Real (Instrumental) – 3:34

12" (versione 2)
1. This Time I Know It's for Real (Extended Remix) – 7:21
2. It Makes You Feel Good (LP Version) – 3:45
3. This Time I Know It's for Real (Instrumental) – 3:34

## Classifiche
| Classifica                                | Posizione massima | Nr. di settimane |
| ----------------------------------------- | ----------------- | ---------------- |
| Australia                                 | 40                | 10               |
| Belgio                                    | 2                 | 12               |
| Canada                                    | 7                 |                  |
| Danimarca                                 | 6                 |                  |
| Finlandia                                 | 2                 |                  |
| Francia                                   | 6                 | 18               |
| Germania                                  | 15                | 19               |
| Irlanda                                   | 4                 |                  |
| Italia                                    | 11                |                  |
| Lussemburgo                               | 2                 |                  |
| Norvegia                                  | 3                 | 8                |
| Paesi Bassi                               | 6                 | 15               |
| Regno Unito                               | 3                 |                  |
| Spagna                                    | 19                |                  |
| Stati Uniti d'America (Billboard Hot 100) | 7                 |                  |
| Svezia                                    | 12                | 4                |
| Svizzera                                  | 10                | 4                |

## Video musicale
Il video musicale di This Time I Know It's for Real è diretto da Dee Trattmann. Tema principale del video è un balletto.

## Altre versioni
Tra gli artisti che hanno inciso e/o eseguito una cover del brano She Works Hard for the Many, figurano (in ordine alfabetico):
- 4 Tune (1997)
- Tim Campbell e Natasha Stuart (2018)
- Kelly Llorenna (2004)[7]
- Claire Richards (2023)[8]
- T-Zone (2004)
- Melanie Wilson (2010)
- Young Divas (2006)[9]

### Adattamenti in altre lingue
- Il brano This Time I Know It's for Real è stato adattato in lingua ceca con il titolo Ode zdi ke zdi da Václav Kopta ed interpretato in questa versione nel 2001 da Hana Zagorová.[10]
- Il brano This Time I Know It's for Real è stato adattato in lingua ungherese con il titolo Vallomás da Gábor Duba ed interpretato in questa versione nel 2002 da Anita.[11]